# ريتشارد بريستون (إيرل ديزموند الأول)
ريتشارد بريستون (إيرل ديزموند الأول)، توفي عام 1628، حيثُ كان المفضل لدى الملك جيمس السادس والأول ملك اسكتلندا وإنجلترا. في عام 1609 عينه الملك اللورد دينجوال. في عام 1614، تزوج من إليزابيث بتلر، الابنة الوحيدة لبلاك توم إيرل أورموند العاشر.

## نبذة عامة
ولد ريتشارد الابن الثالث لريتشارد بريستون من وايت هيل في ميدلوثيان بالقرب من إدنبرة. كانت عائلته من طبقة النبلاء في منطقة إدنبرة وكانت تمتلك قلعة كريجميلار في أواخر القرن السادس عشر وأوائل القرن السابع عشر.
كان للملك  سلسلة من العلاقات الشخصية مع رجال الحاشية الذكور، الذين كانوا يُطلق عليهم اسم المفضلين لديه، ويُشتبه في أنهم كانوا كذلك. شركاء الملك المثليين. إسمي ستيوارت ، الذي جعله إيرل ودوق لينوكس. وبعد غارة روثفن عام 1582، أُجبر الملك على نفي اللورد لينوكس إلى فرنسا. 
نال ريتشارد، تأييد الملك الخاص في ثمانينيات أو تسعينيات القرن السادس عشر بعد رحيل لينوكس. عندما اعتلى جيمس العرش الإنجليزي باسم جيمس في عام 1603، رافقه ريتشارد إلى إنجلترا وحصل على لقب فارس في حفل تتويج الملك في لندن في 25 حزيران 1603 في الحفل القديم المتقن الذي تضمن استحمام الفارس الجديد. في عام  تم تعيين ريتشارد شرطيًا في قلعة دينجوال في اسكتلندا.
في عام 1609، حضر بريستون بطولة يوم الانضمام، وقدم مسابقة ملكة جمال الفيل الاصطناعي، الذي صممه إنيغو جونز، والذي شق طريقه ببطء حول ساحة الإمالة.  

## الزواج
في عام 1614، رتب الملك للورد دينجوال زواجًا من الوريثة الغنية السيدة إليزابيث بتلر ، الابنة الوحيدة لبلاك توم، إيرل أورموند العاشر وأرملة ثيوبالد بتلر، كبير خدم الفيكونت الأول لتوليوفيليم،  الذي توفي بدون أطفال في كانون الثاني 1613. 
فرض الملك هذا الزواج على بلاك توم، والد إليزابيث، الذي لم يكن يريد أن يكون صهرًا ملكيًا مفضلاً ولكنه لم يستطع معارضة إرادة الملك. توفي  توم بعد وقت قصير من الزواج في 22 تشرين الثاني.
كان لدى ريتشارد وإليزابيث طفل واحد :
- إليزابيث (1615–1684)، تزوجت من جيمس بتلر وأصبحت دوقة أورموند. [10]

في 19 تموز 1619، تم إنشاء اللورد دينجوال ليكون إيرل ديزموند الأول في الإصدار الثالث لهذا اللقب. كانت إيرلدوم ديزموند مملوكة لسلالة هيبرنو نورمان فيتزجيرالد. بعد فشل تمرد ديزموند الثاني ضد الملكة إليزابيث الأولى ملكة إنجلترا.
في 26 أيار 1623، عين الملك جيمس الأول الشاب جيمس بتلر، دوق أورموند المستقبلي، جناحًا للورد ديزموند، ووضع جيمس في لامبيث لندن، تحت رعاية جورج أبوت، رئيس أساقفة كانتربري، ليتم تربيته باعتباره من البروتستانتية. 
توفيت زوجته إليزابيث بتلر في 10 تشرين الأول 1628 في ويلز. وفي  28 من تشرين الأول 1628، غرق اللورد ديزموند في ممر بين دبلن وهوليهيد.  
| الجدول الزمني                                      | الجدول الزمني                                                |
| -------------------------------------------------- | ------------------------------------------------------------ |
| وبما أن تاريخ ميلاده غير مؤكد، فكذلك جميع أعمارهم. |                                                              |
| تاريخ                                              | حدث                                                          |
| 1580، تقدير                                        | ولد بالقرب من ادنبره                                         |
| 1591                                               | الصفحة في المحكمة في ادنبره.                                 |
| 1603، 24 مارس                                      | انضمام الملك جيمس أنا خلفاً للملكة إليزابيث أنا               |
| 1607                                               | أصبح شرطيًا في قلعة دينجوال ‏ .                                |
| 1609، 8 يونيو                                      | أصبح اللورد دينجوال.                                         |
| 1614                                               | متزوج إليزابيث بتلر.                                         |
| 1614، 22 نوفمبر                                    | توفي والد الزوج توماس بتلر، إيرل أورموند العاشر ‏ ، في كاريك. |
| 1615، 25 يوليو                                     | ولدت ابنة.                                                   |
| 1619، 16 يوليو                                     | أصبح إيرل ديزموند                                            |
| 1625، 27 مارس                                      | انضمام الملك تشارلز أنا, خلفا للملك جيمس أنا                 |
| 1628، 10 أكتوبر                                    | ماتت الزوجة في ويلز.                                         |
| 1628، 28 أكتوبر                                    | غرق في ممر بين دبلن وهوليهيد                                 |